# کرکافالوا
کرکافالوا (به مجاری:  Kerkafalva) یک شهرداری در مجارستان است که در ناحیه لنتی واقع شده‌است. کرکافالوا ۱۸٫۵ کیلومتر مربع مساحت و ۱۲۴ نفر جمعیت دارد.